# Kaplica biskupa Piotra Tomickiego na Wawelu
Kaplica biskupa Piotra Tomickiego pw. św. Tomasza Kantuaryjskiego – jedna z 19 kaplic okalających katedrę wawelską.
Wzniesiona przez Berecciego w 1530 r. na miejscu gotyckiej dla bpa Piotra Tomickiego, podkanclerzego koronnego, męża stanu (zm. 1535). Berecci jest zapewne również autorem wykonanego z piaskowca i marmuru nagrobka Tomickiego (1532–1535) przy ścianie północnej. Dolna część ołtarza jest renesansowa, z herbem biskupa, górna klasycystyczna, z obrazem Hołdu Trzech króli z I poł. XVI w. jak i podobnie datowana płaskorzeźba Boga Ojca. W wejściu, z XVII-wiecznym portalem, renesansowa krata z brązu odlana w warsztacie Hansa Vischera (pierwotnie w kaplicy Maciejowskiego).
W roku 1535 złożono w kaplicy zwłoki biskupa pod okazałym nagrobkiem wykonanym w ostatnich latach jego życia. Mauzoleum bpa Tomickiego powstało na zrębie istniejącej od drugiej połowy XIV w. gotyckiej kaplicy św. Tomasza Kantabryjskiego. Usytuowane przy południowej części wschodniego ramienia ambitu katedry, wbudowane zostało między kaplicę Mariacką a wysunięte ku wschodowi wieloboczne zamknięcie kaplicy Ożarowskiego. Położenie takie, podobnie jak w przypadku kaplicy Zygmuntowskiej, wyznaczyło z góry niewielkie rozmiary kaplicy, a jej wysokość uwarunkowana była zapewne pierwotnymi wysokościami obu sąsiednich kaplic oraz ambitu katedry.
W 1900 r. kardynał Jan Puzyna ufundował srebrną trumienkę, zawierającą relikwie błogosławionego Wincentego Kadłubka – bpa krakowskiego, którą zaprojektował Stanisław Barabasz. W 1975 r. do okna wstawiono witraż projektu Tadeusza Wojciechowskiego.

## Opis kaplicy
Kaplica Tomickiego to kopułowa budowla grobowa. Jest to najprostsza odmiana centralnej budowli na rzucie kwadratu, nakryta kopułą bez bębna. Ściany wnętrza pozbawione są podziałów architektonicznych, jedynie kamienne gzymsy wydzielają niską strefę przejściową między prostopadłościanem części dolnej a czaszą kopuły.
Budowę kaplicy rozpoczął Berrecci na polecenie Piotra Tomickiego. Zaprzyjaźniony z królem humanista i uczony przeznaczył kaplicę na swoje mauzoleum.
Wewnątrz układ kompozycyjny na ścianie wschodniej wyznaczają symetrycznie rozmieszczone otwory okienne. Berrecci rezygnując z bębna zmuszony był wprowadzić okna w kondygnacji dolnej, tym bardziej, że kaplica stanęła w miejscu dość cienistym, pomiędzy katedrą a pałacem. Dwa duże, wydłużone, półkoliście zamknięte otwory okienne znalazły się bezpośrednio pod gzymsem, dosunięte ku skrajom ściany tak, aby pozostało między nimi miejsce na ołtarz. Trzecie, okrągłe okno umieszczone zostało pośrodku ściany tarczowej.
Jednolitość tej charakterystycznej kompozycji, która odtąd będzie naśladowana, podkreślają jednakowo opracowane kamienne obramienia wszystkich okien, zdobione plecionką z rozetkami, powtórzone również w elewacji zewnętrznej. Okna w ścianie ołtarzowej zachwiały równowagę centralnego układu: wnętrze podporządkowane zostało w ten sposób osi podłużnej.
Pozostałe elementy architektoniczne wystroju kaplicy są nieliczne: skromny portal w ścianie południowej prowadzący do niewielkiej zakrystii, wielkie tarcze z herbami biskupa na pendentywach oraz pilasterki i sześć uskrzydlonych główek aniołków wewnątrz latarni. Z pierwotnego wyposażenia oprócz nagrobka zachowały się jedynie części dawnego ołtarza: kamienna mensa z dwiema konsolami i herbem biskupa, obraz Pokłonu Trzech Króli pośrodku oraz płaskorzeźba Trójcy Świętej w zwieńczeniu.
Pierwotnie kaplica była bogatsza w treści artystyczne. Polichromia pokrywała gładkie dziś płaszczyzny ścian i kopułę. Jej czaszę zdobiły malowane kasetony z rozetami. Otwory okienne wypełniono witrażami. Wyposażenia dopełniały drewniane stalle, świeczniki i dywany.
Ubóstwo obecnego wyposażenia nie daje też w pełni pojęcia o pierwotnym programie treściowym kaplicy Tomickiego.Kasetonowa kopuła podtrzymywana przez żagielki z herbowymi tarczami symbolizowała niebo. Element heraldyczny był zresztą w kaplicy bardzo silnie uwydatniony: herby znalazły się ponadto na wejściowej kracie, nagrobku, witrażach, mensie ołtarza. Wstawiennictwo Marii zapewniała kaplicy jej postać na obrazie ołtarzowym. Ołtarz znalazł się na wprost arkady wejściowej, a nagrobek nie mógł być z nim powiązany wspólną osią. Za to najważniejsza pod względem liturgicznym ściana podkreślona też oknami, została zdecydowanie wyróżniona i kultowa funkcja wnętrza wysunęła się na plan pierwszy.

### Nagrobek Piotra Tomickiego
Nagrobek Piotra Tomickiego powstał ok. 1531-1533 r. Obramienie architektoniczne nagrobka Tomickiego tworzy pośrodku prostokątną wnękę, w której dolnej części, na wysuniętym ku przodowi sarkofagu, spoczywa postać zmarłego. Postać bpa Tomickiego wykonana z czerwonego marmuru węgierskiego, spoczywa na sarkofagu, który ozdobiono florenckim motywem unoszących się puttów, które podtrzymują herb zmarłego. Postać pogrążona jest w spokojnym śnie podkreślonym gestem dłoni wspierającej głowę i swobodnym układem ciała.